# JNR série 781
La JNR série 781 (781系, 781-kei) (781けいでんしゃ/781 keidensha ou 781系電車) est un type de rame automotrice électrique (EMU), fonctionnant sous 20kV alternatif , utilisées pour les services Express et Express Limité, périurbains japonais, introduites en 1979 (Shōwa 54) par la JNR, et ensuite exploitées par la JR Hokkaidō, et réformées en 2007.

## Histoire
Il s'agit du seul train pour services express planifié et construit à l'époque des chemins de fer nationaux japonais ,la JNR , et surtout exclusivement pour les sections à courant alternatif ,et spécifiquement pour la région d'Hokkaidō .
Durant la moitié des années 60 ,la section Otaru - Sapporo - Asahikawa de la ligne principale de Hakodate est la section la plus fréquentée de toute les lignes ferroviaires d'Hokkaidō .La section entre les gares d'Otaru et de Takikawa a été électrifiée pour la première fois en 1968 avec une alimentation en courant alternatif (CA) de 20 kV 50 Hz , et la section déjà électrifiée a été prolongée jusqu'à la gare d'Asahikawa l'année suivante en 1969. Durant l'année 1968 et alors que la ligne n'était pas encore totalement électrifiée , la série 711 , également développée exclusivement pour Hokkaidō, a été introduite sur le service express « Kamui ». À partir de 1971 , la même série 711 a également été utilisée pour l'express « Sachikaze » qui circulait sans arrêt entre la gare de Sapporo et la gare d'Asahikawa et a été bien accueillie.
De fait , la fréquentation a encore augmentée, et face à cette tendance ,et aussi dû au progrès du développement national du réseau L-express (Limited Express), les demandes de trains L-express ont augmenté entre la gare de Sapporo et la gare d'Asahikawa. En conséquence, la JNR a introduit une nouvelle série de trains express AC pour la region d'Hokkaidō.
Au cours du processus d'études du futur matériel, les options envisagées comprenaient un train express basé sur la série 711, un train express AC/DC (bicourant) qui pourrait être produit également pour la région centre et sud de Honshu, et un train basé sur la série 485. Cependant, à l’époque où le développement a commencé, en 1972 , la production de biphényles polychlorés (PCB) a été interdite pour éviter la pollution . À l'époque, les PCB étaient couramment utilisés comme huile isolante dans les transformateurs principaux des véhicules AC/DC et AC, et trouver des alternatives était devenu un défi. Les transformateurs principaux des trains existants comme la série 711 ne faisaient pas exception et, en raison du calendrier, il n'était pas possible de finir de construire les nouveaux modèles de transformateur pour commencer à exploiter la nouvelle série de trains express d'ici l'été 1974 (Showa 49).Pour cette raison, pour maintenir les coûts de productions bas  , et tout en continuant à développer un train express AC ,spécifique pour Hokkaidō, la société a fabriqué la série 485-1500 en 1974 (Showa 49), avec diverses pièces de la série 485 modifiées pour une utilisation dans des régions extrêmement froides, pour lesquelles des contre-mesures PCB avaient été achevées à l' époque .
En raison de ces circonstances , la série 485-1500 a été temporairement utilisée dans la région de Tōhoku, puis a commencé à fonctionner comme train express limité "Ishikari" entre la gare de Sapporo et la gare d'Asahikawa le 18 juillet 1975 (Showa 50) , un an plus tard que prévu .Malheureusement ces trains étaient certes conçus pour résister aux froids extrêmes ,mais on n'a pas pris de mesures pour empêcher la neige de pénétrer dans l'équipement ou de stocker l'équipement à l'intérieur de l'habitacle comme la série 711.Résultat, l'exploitation durant l'été et l'automne s'est bien passé mais une fois l'hiver arrivé ,ce fut une succession de pannes fréquentes électriques et mécaniques ,et des suspensions de service à grande échelle se sont produites fréquemment en raison des basses températures et de l'intrusion de neige poudreuse, et par conséquent, l'année suivante, a partir du 23 janvier 1976, les trains ont été réduits pendant l'hiver. À partir de 1976, diverses contre-mesures ont été mises en œuvre et le nombre de pannes de véhicules en hiver a progressivement diminué . Cependant, le service réduit en hiver a continué.
Le prototype de la série 781 a été achevé et déployé le 3 novembre 1978, et le test officiel a été effectué. En mars de l'année suivante, en 1979, il est entré en exploitation commerciale aux côtés de la série 485- 1500, et le service hivernal réduit a été supprimé à partir de la même année.
Par la suite, un total de 42 voitures produites en série ont été introduites en 1980 (Showa 55) pour remplacer les voitures de la série 485-1500 ,et ,aussi pour coïncider avec l'électrification de la ligne Chitose et de la ligne principale Muroran entre la gare de Shiroishi et la gare de Muroran . Ils étaient en service jusqu'à leur remplacement par les série 789-1000,  avec la révision des horaires en octobre 2007 (Heisei 19),.

## Description

### Extérieure
La forme générale de la carrosserie est similaire à celle de la série 485-1000 produite à l'époque, mais les fenêtres ont été réduites en taille pour conserver la chaleur à l'intérieur , de sorte que la hauteur et la largeur des fenêtres latérales sont plus petites que celles de la série 485. A l'instar de la série 711, la hauteur du plancher est de 65 mm plus élevée que la série 485 afin de garantir un espace pour l'isolation sous le plancher (50 mm, deux fois plus épais que celui des voitures habituelles ) et aussi pour le tunnel d'air de refroidissement du moteur principal. En conséquence, la hauteur du toit est de 3,62 m, ce qui est supérieur à celle de la série 485 .  Les portes passagers sont des portes à un seul vantail de 700 mm de large similaires à celles des autres trains express limités. 
La zone située sous la fenêtre de la cabine du conducteur est plus arrondie que celle de la série 485, et la hauteur de la cabine du conducteur est inférieure de 45 mm à celle de la série 485 . Cela évite une mauvaise visibilité causée par l'accumulation de neige sur le bas du pare-briseet donne également un nouveau look à la voiture. De plus, la vitre de la cabine de conduite présente un profil plus raide que la série 485-1500 (similaire aux voitures express à capot telles que les trains électriques de la série 181 ) pour empêcher la neige de s'accumuler sous l'avant de la cabine, et pour améliorer l'efficacité des essuie-glaces avant lorsqu'il pleut et pour empêcher l'eau de pluie de pénétrer par les côtés . Les feux comprennent un phare et un feu de signalisation/gabarit sur les côtés inférieurs gauche et droit de l'avant , et comme sur la série 485-1500, deux projecteurs sont prévus au centre au-dessus de la cabine du conducteur. Les lumières sont posées ainsi pour éviter l'accumulation de neige.
La peinture extérieure est la même que celle des autres voitures express limitées JNR, avec une palette de couleurs crème n° 4 et rouge n° 2 . Cependant, dans le cadre d'un changement d'image, les bandes rouges à côté des phares et des feux de signalisation ,ont été placées plus haut et s'étendent même jusqu'à la girouette frontale. 

### Intérieure
L'aménagement intérieur est basé sur la série 485 et, comme les trains sont conçus pour les climats froids, la tonalité des couleurs est basée sur des couleurs chaudes
Comme la série 485-1500, cette série n'a pas de voitures vertes . Les sièges sont des sièges inclinables et de type pivotant, mais un mécanisme a été ajouté qui permet de verrouiller le dossier en position inclinée .
Les toilettes ne sont installées que dans les remorques KuHa 780 et SaHa 780.
De plus, pour éviter les courants d'air, de nombreuses portes coulissantes avec cloisons ont été installées à travers les voitures pour séparer la zone des sièges et les plate formes devant les portes (comme le TGV ou les corail), toutes des portes sont automatiques . Cet équipement partage des composants avec les trains électriques de la série 381 et la série Shinkansen série  0.

### Caractéristiques techniques
Afin de tirer parti des avancés techniques de la série 711 existante et de normaliser l'exploitation et la maintenance, le système de base de la série 781 sera aligné sur la série 711 de deuxième génération (série 711-50) , et autant d'équipements que possible utilisés dans la série 711 seront réutilisés, néanmoins certaines pièces sont nouvelles.
La méthode de contrôle utilisée était le contrôle de phase du thyristor (basé sur la série 711) que l'on nomme aussi "redresseurs". D'autre part, afin de réduire l'usure des mâchoires de frein et les roues (qui était un problème avec la série 711), cette série 781 a adopté les freins régénératifs qui étaient efficaces à partir de vitesses élevées, une caractéristique qui avait été bien accueillie sur la série 485-1500 . Pour cette raison, des résistances de freinage spéciales sont installées. Mais après avoir tiré les leçons de l'expérience des infiltrations de neige et des accidents de mise à la terre avec les résistances principales installées sous le plancher des voitures des séries 485-1500, les résistances de la série 781 sont désormais installées sur le toit et sont refroidies naturellement, car le refroidissement forcé peut provoquer la pénétration de neige dans l'air de refroidissement et endommager le ventilateur électrique .
En raison de la quantité accrue d'équipement et du poids accru dû au fait que le train est un train express, et afin d'étaler le poids et de réduire la charge par essieu, l'équipement électrique a été disposé d' une manière différente de l'unité à deux voitures motrices (unité MM'), qui était la configuration standard pour "les nouvelles automotrices électriques performantes de JNR", et du système 1M utilisé pour la série 711. 
Le transformateur principal (type TM13D) et le redresseur principal (type RS39B) ont été nouvellement conçus pour être sans PCB, et les moteurs utilisent la même méthode de ventilation externe que la série 711 .Les moteurs sont des moteurs à courant continu bobiné type MT54E ,avec isolation renforcée qui est aussi utilisés sur la série 417 .Le rapport de démultiplication est de 1:4,21, le même que celui des autres trains express . Ce moteur MT54E, qui a été conçu originellement avec une puissance nominale de 120 kW / 375 V (sous le nom MT54A), peut désormais être utilisé à un maximum de 500 V, et une nouvelle puissance nominale a été établie. Il y a un système de refroidissement des moteurs constitué d'un conduit partant sous caisse passant au travers d'une soufflante et d'un coupe neige (dispositif qui sépare la poudreuse de l'air froid) et qui est propulsé dans les moteurs.
Les bogies sont de type DT38A et TR208A, qui constituent des améliorations mineures par rapport à la série 711, et les ressorts pneumatiques à montage indirect , les supports de boîte d'essieu de type guide cylindrique et les roulements à rouleaux coniques scellés sont les mêmes spécifications.

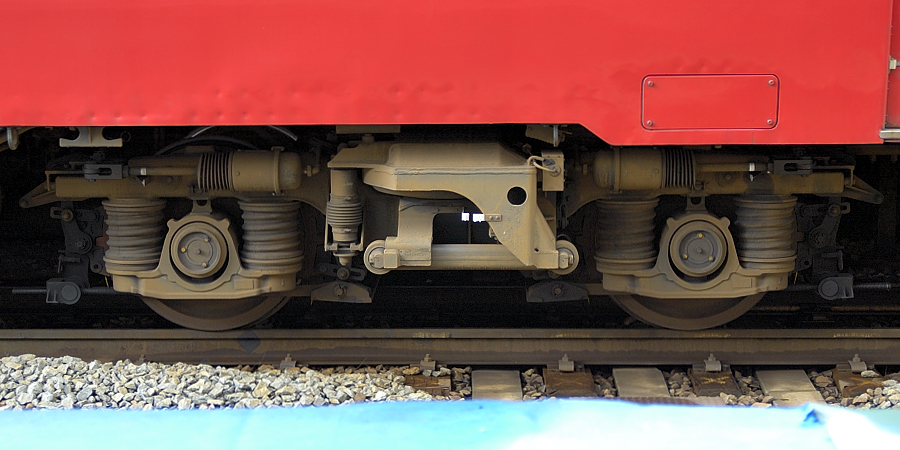
Bogie DT 38A

Le pantographe est du même type Rhomboïdal (type PS102B) que la série 711 . 
Dans les trains express conventionnels, la ventilation intérieure était assurée par une ventilation posée sur le toit. Cependant, cette méthode provoque une pression d'air négative à l'intérieur de la voiture par rapport à l'extérieur , ce qui a entraîné l'entrée de neige poudreuse dans la voiture (sur les séries 485-1000 la poudreuse s'infiltrait beaucoup).La serie 781 aura une sur ventilation forcée  .Le système de climatisation associé est composé d'un seul refroidisseur centralisé monté sur le toit, mais la source d'alimentation est de 400 V 50 Hz CA(type AU78).
De plus, pour éviter le gel, cette série est équipée de radiateurs de rail des portes coulissantes des passagers et de la cabine du conducteur, et les conduites d'eau et les tuyaux de drainage sont maintenus au chaud avec des radiateurs à ruban .

## Exploitation
- Ishikari (1980)
- Lilac (1 October 1980 – 30 September 2007)
- White Arrow (3 March 1986 – August 1990)
- Suzuran (1 July 1992 – 30 September 2007)
- Airport Rapid (1992 – 15 March 2002)

## Formations

### Format type
Série Kumoha(クモハ) 781 (Mc)
Motrice d'extrémité avec cabine de conduite orientée vers Otaru .En plus de l'équipement d'une motrice , il est également équipé d'un frein de stationnement . Capacité : 56 personnes.
Moha(モハ) 781 type (M)
Motrice intermédiaire. Capacité : 68 personnes.
Kuha(クハ) 780 (T A c')
Remorque d'extrémité avec cabine de conduite orientée vers Asahikawa et de Muroran. En plus de certains équipements tels le compresseur , il est également équipé d'un frein de stationnement. Capacité : 64 personnes.
Série Saha(サハ) 780 (T A )
C'est une remorque . Une salle d'attente à usage professionnel sont situés à côté de la porte. Capacité : 64 personnes.

### Formation 4 voitures (1986–2007)
| Voiture n°.     | 1         | 2        | 3        | 4          |
| --------------- | --------- | -------- | -------- | ---------- |
| Désignation     | TAc'      | M        | TA       | Mc         |
| Immatriculation | KuHa 780  | MoHa 781 | SaHa 780 | KuMoHa 781 |
| Poids (t)       | 45.2-45.4 | 46.2     | 43.1     | 48.5-48.8  |
| Capacité        | 60–64     | 68       | 64       | 56         |

Les voitures 1 et 3 sont équipée d'un Pantographe a 1 bras type N-PS785  (depuis 2004).

### Formation 6 voitures  (1980–1986)
|                 | ←Asahikawa/Muroran/Hakodate Sapporō → |          |          |          |          |            |
|                 |                                       |          |          |          |          |            |
|                 |                                       |          |          |          |          |            |
|                 |                                       |          |          |          |          |            |
| Voiture n°.     | 1                                     | 2        | 3        | 4        | 5        | 6          |
| Désignation     | TAc'                                  | M        | TA       | M        | TA       | Mc         |
| Immatriculation | KuHa 780                              | MoHa 781 | SaHa 780 | MoHa 781 | SaHa 780 | KuMoHa 781 |

Les voitures 1, 3  et 5 sont équipée d'un Pantographe type PS102B (en diamant/Rhomboïdal)[réf. nécessaire].

### Formation 6 voituresDoraemon Undersea Trainrame L7 (2003–2006)
|                 | ←Asahikawa/Muroran/Hakodate Sapporō → |             |          |            |          |            |
|                 |                                       |             |          |            |          |            |
|                 |                                       |             |          |            |          |            |
| Voiture n°.     | 1                                     | 2           | 3        | 4          | 5        | 6          |
| Désignation     | TAc'                                  | M           | TA       | M          | TA       | Mc         |
| Immatriculation | KuHa 780                              | MoHa 781    | SaHa 780 | MoHa 781   | SaHa 780 | KuMoHa 781 |
| Couleur         | Blue                                  | Light green | Yellow   | Vermillion | Pink     | Red        |

Les voitures 1 , 3  et 5 sont équipée d'un Pantographe a 1 bras type  N-PS785.

## Rénovation
Les rames ont été rénovées entre 2000 et 2003 avec la modification des pantographe (PS102B a N-PS785), de la livrée,et d'autres equipements.

## Préservation et modélisme
Un train complet de 4 voitures, composé des voitures KuHa 780-2, SaHa 780-4, MoHa 780-4 et KuMoHa 781-2, est conservé, sans les bogies, au jardin d'enfants Kikyo à Hakodate, Hokkaidō.
La série 781 est produite par Kato (10-1327) en formation de 6 voitures aux couleurs de la JNR (crème et rouge)

## Galerie photos

### Extérieur

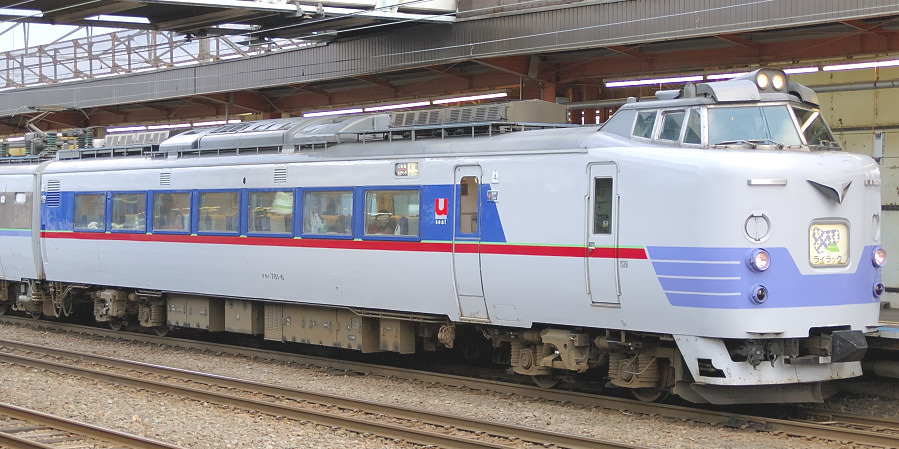
Express Lilac à Ashikawa en 2006
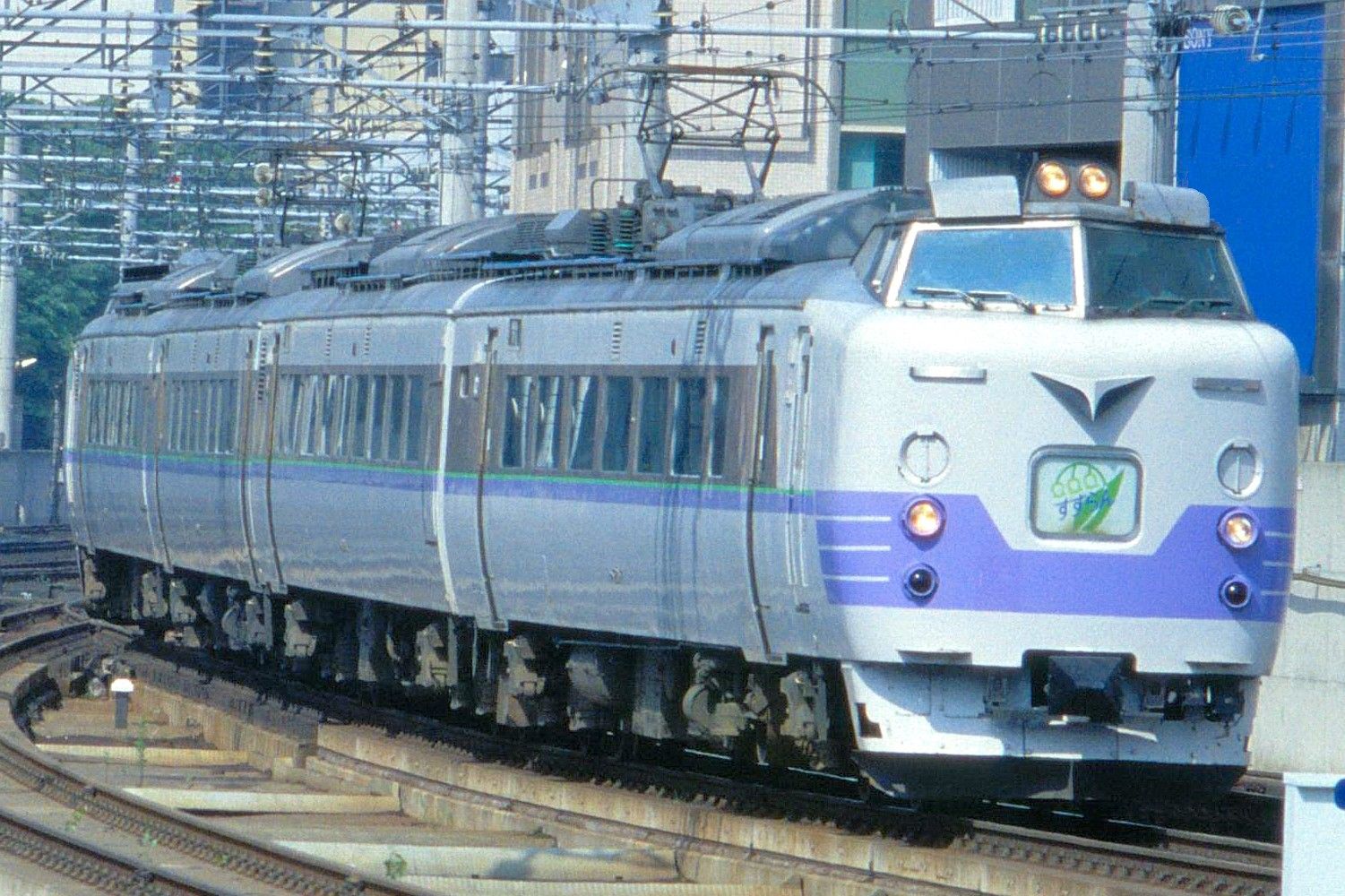
Express Suzuran en 2001
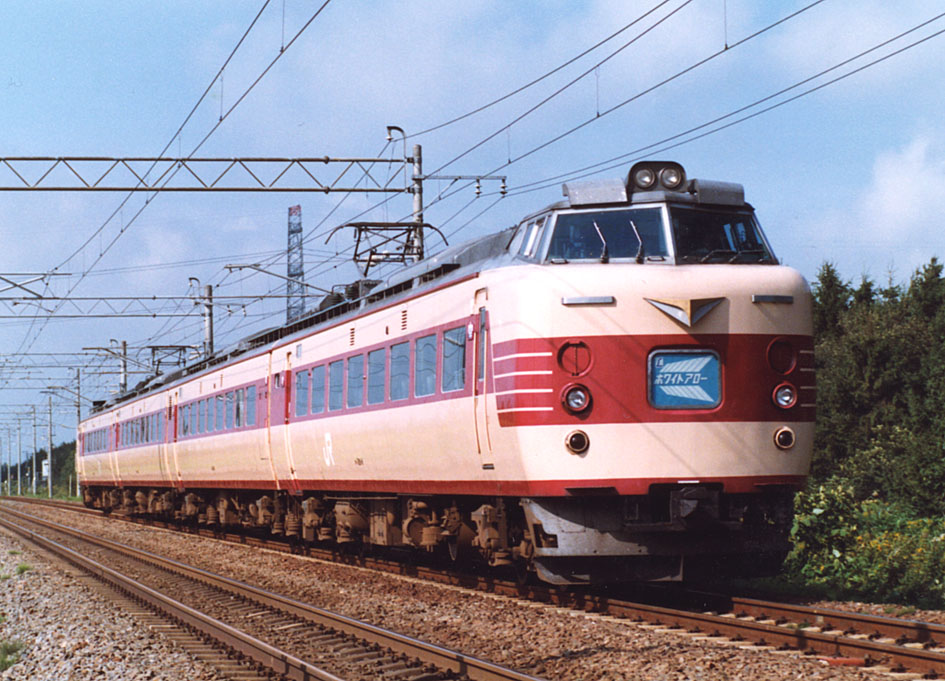
"White Arrow " près de la gare de Toyohoro en 1990

### Intérieur

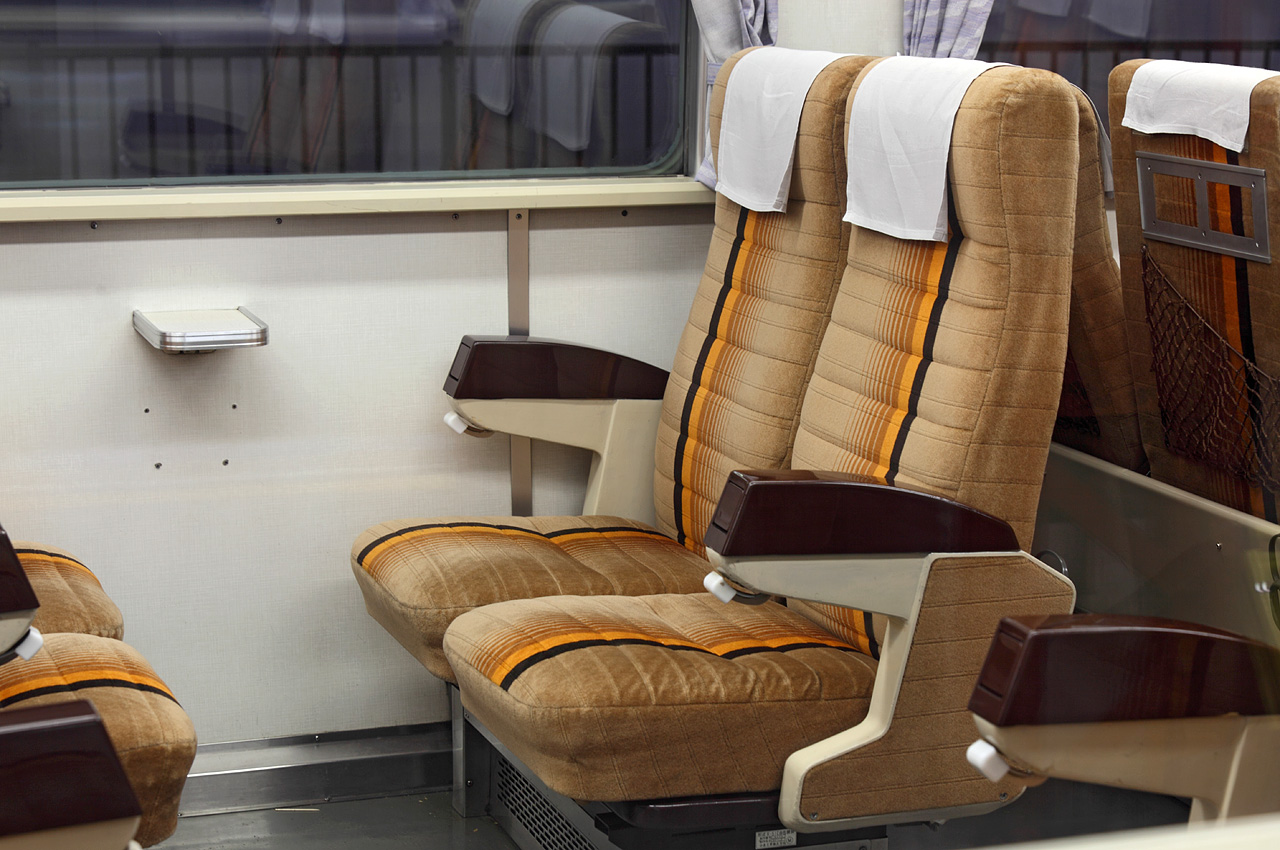
Sieges de la serie 781